# Безглютеновая диета
Безглютеновая диета — диета, которая предполагает полное исключение пищи, содержащей клейковину (глютен). Безглютеновая диета является единственным признанным в медицине методом лечения целиакии или связанных с этим заболеванием симптомов. Согласно докладу Всемирной организации гастроэнтерологов (ВОГ-OMGE) за февраль 2005 год, пациенты с целиакией не должны употреблять пшеницу, рожь или ячмень в пищу в каком-либо виде. У пациентов с активной (клинически выраженной) целиакией имеется повышенный риск смерти в сравнении с общей популяцией населения. Однако, этот повышенный риск смертельного исхода возвращается к обычному после трёх-пяти лет строгого соблюдения безглютеновой диеты.

## Описание
Безглютеновая диета заключается в полном отказе от пшеницы, ячменя и ржи в течение всей жизни. Также в повышенном внимании к приобретаемым пищевым продуктам — дабы они не содержали компонентов, в составе которых имеются вышеуказанные злаковые или отсутствовала какая-либо возможность перекрёстного смешивания при производстве или транспортировке пищевых продуктов.

### Начальные рекомендации
- Назначение «натуральной» безглютеновой диеты
- Выбор диетолога и/или группы поддержки
- Проведение скрининга недостаточности железа и фолатов
- Проведение исследования плотности костей (в некоторых случаях)
- Если выявлен остеопороз, то назначение дополнительно витамина D и кальция
- Проведение серологического скрининга для родственников первой и второй степени.

## Разрешенная пища
Самым эффективным лечением является строгая безглютеновая диета в течение всей жизни. Такая диета означает отказ от пшеницы, ржи и ячменя. Пророщенные зерна этих культур также должны быть исключены. Овес обеспечивает безглютеновую диету, если он очищен и не смешан с другим зерном (даже минимальным количеством пшеницы, ржи и ячменя), он может безопасно употребляться в пищу более чем 95 % пациентов. Было признано, что чистый овес может быть даже полезен для лиц с целиакией, поскольку его приятные вкусовые свойства и высокая пищевая ценность могут улучшить соблюдение пациентами диеты и приверженность схеме лечения.
Обычное мясо, рыба, рис, фрукты и овощи не содержат глютена. Наименование продуктов, которые безопасны для употребления и тех, которые нельзя употреблять, можно найти в Интернете.

### Список разрешённых продуктов
- Рис
- Бобы
- Горох
- Кукуруза
- Киноа
- Сорго
- Картофель
- Соя
- Чечевица
- Гречка
- Монтина (англ. Montina)
- Тапиока
- Амарант
- Мясо
- Теф
- Рыба
- Орехи
- Яйца
- Фрукты
- Кисломолочные продукты без злаков и некоторые сорта сыров
- Пшено

В безглютеновой диете содержится мало волокон. Пациентам необходимо посоветовать употреблять пищу с большим количеством волокон, содержащихся в цельном рисе, мясе, картофеле и достаточное количество овощей.

Необходимо корректировать некоторый дефицит диеты в железе, фолиевой кислоте, кальция и (очень редко) в В12.

## Внимание при диете
Общей трудностью употребления безглютеновой диеты является наличие скрытого глютена в приготовляемой пище и/или медикаментах (хотя и очень редко). Персистенция симптомов почти всегда связана с получением глютена с пищей.

### Причины персистенции симптомов
- Проглатывание глютена по небрежности или беспечности (является наиболее частой причиной)
- Содержание глютена в безопасных на первый взгляд продуктах. Например, многие крупы, сами по себе не содержащие глютен, могут обрабатываться в тех же цехах, где обрабатывают пшеницу. Другой вариант — пшеничная мука в составе заявляется не явным образом, а как «загуститель», в таком виде её можно встретить в соусах и колбасах.

- Неправильная диагностика

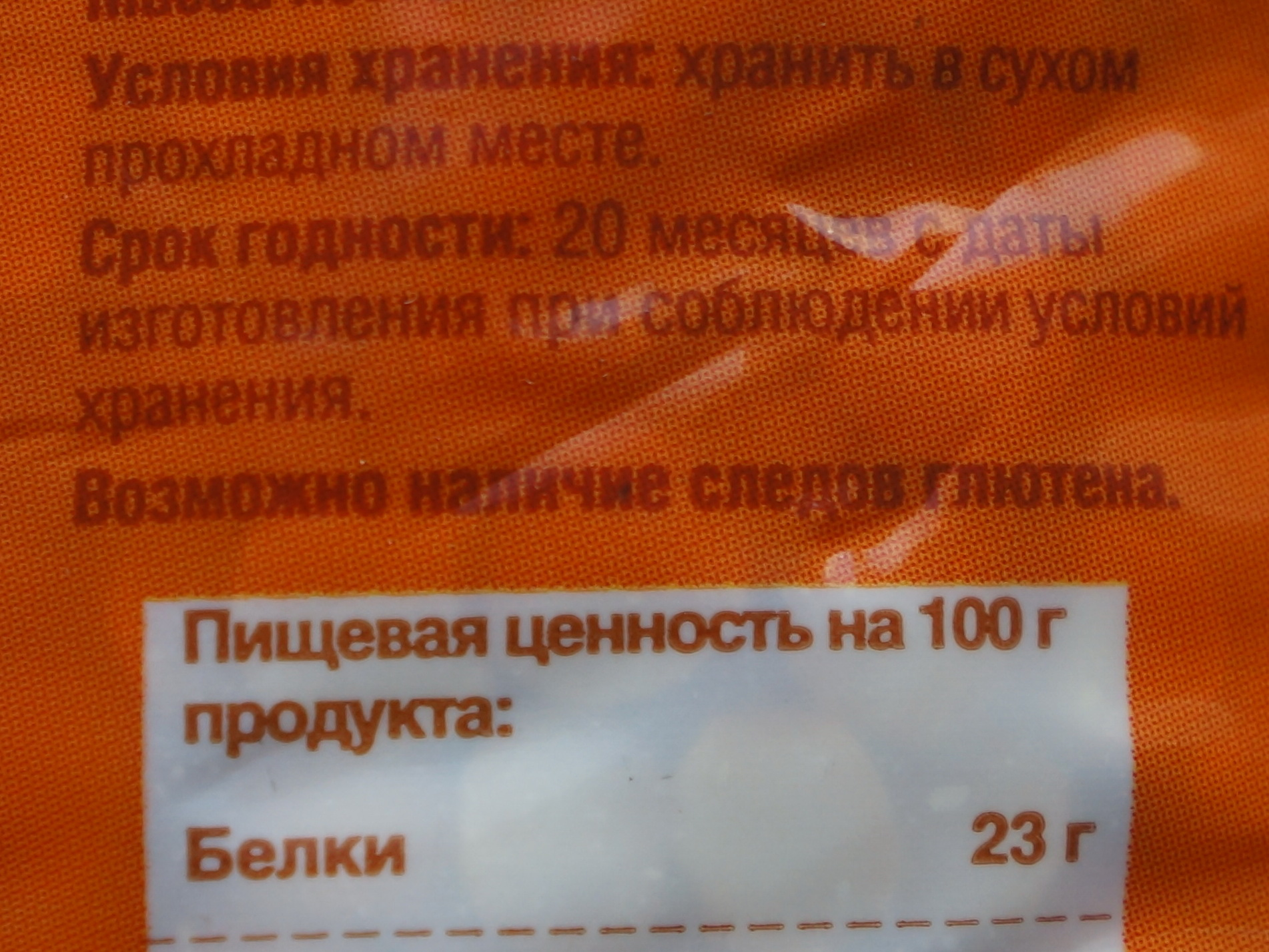
Надпись на пачке обычного гороха, не содержащего каких-либо добавок, консервантов или красителей. Возможно, глютен попадает в горох при шлифовке

- Непереносимость лактозы или фруктозы
- Недостаточность поджелудочной железы
- Микроскопический колит
- Избыточный рост бактерий
- Коллагеновые колиты или коллагеновая спру[уточнить]
- Синдром раздражённой кишки
- Язвенное поражение тощей кишки
- Ассоциированная с энтеропатией Т-клеточная лимфома
- Рефрактерная целиакия

Три последних состояния могут считаться осложнениями длительно текущей целиакии.

## Прогноз и эффект диеты
У большинства пациентов имеется очень быстрый клинический ответ на безглютеновую диету (через 2 недели), хотя этот срок может варьировать. Пациентам с крайней степенью заболевания может потребоваться госпитализация, введение дополнительного количества жидкостей и электролитов, внутривенное питание и, в отдельных случаях, стероиды. Пациентам необходимо усиленно рекомендовать употреблять натуральную пищу с высоким содержанием железа и фолатов, особенно в тех случаях, когда дефицит этих минералов установлен.
Пациенты должны получать консультации диетолога, хорошо знающего безглютеновую диету. Однако, не все диетологи хорошо ориентируются в безглютеновой диете, по этой причине местные или национальные группы поддержки должны обеспечить получение необходимой информации.
У взрослых безглютеновая диета улучшает качество жизни даже у тех, чье заболевание было выявлено при проведении скрининга. Дети, находящиеся на безглютеновой диете, сообщают о том, что качество их жизни сравнимо с качеством жизни здорового населения. У подростков возникают трудности с переходом на диетическое питание.
Несмотря на широкое использование безглютеновой диеты в качестве альтернативного лечения для людей, страдающих аутизмом, нет никаких доказательств того, что безглютеновая диета полезна при лечении симптомов аутизма.
Есть сведения, что безглютеновая диета наносит ущерб иммунитету человека и изменяет состав микрофлоры кишечника, уменьшая количество полезных бактерий, и увеличивая количество болезнетворных, так как глютен и продукты его распада играют важную роль в питании некоторых полезных бактерий .